# Czvittinger Dávid
Czvittinger Dávid (Selmecbánya, 1675? / 1679? – Selmecbánya, 1743. március 18.) a magyar irodalomtudomány egyik úttörője, az első (még latin nyelvű) írói lexikon, a Specimen Hungariae literatae (Kísérlet a magyar tudományosság összefoglalására) készítője.

## Élete
Nemesi családból származott (1657-ben kaptak nemességet), apja Czvittinger János volt. Alapfokú iskoláit szülővárosában végezte el. 1696-ban külföldi egyetemekre ment továbbtanulni, meglátogatta Berlint, Strassburgot, Tübingent. 1701-ben az altdorfi egyetemen tanult, ahol kiváltképp Moller Dávid Vilmos pozsonyi születésű egyetemi tanár barátsága volt rá nagy befolyással, valószínűleg az ő buzdítására fogott fő művébe, mely – mint előszavában elmondja –, hiánypótló mű volt az ő korában, amikor is „minden nemzetnek vannak férfiai, kik az írók neveit, életét, műveit, s a róluk mondott ítéleteket összegyűjtötték és kiadták s csupán nálunk nem akadt még senki, a ki erre vállalkozott volna”.
Az anyaggyűjtésnek még Tübingenben kezdett neki: külföldi szakmunkákból másolta ki a magyarországi szerzők életrajzait, Németországban élő magyarok munkáit, és az ott is elérhető magyarországi nyomtatványokat használta fel. Mivel nem itthon dolgozott, hanem külföldön, sok segédeszközt kellett nélkülöznie, a hazájabeli tudósokkal a háborús időkben pedig nem levelezhetett, s így azok nem lehettek segítségére. A segédkönyvek, források beszerzése sok költségébe került, aminek folytán pénzzavarba, sőt adósok börtönébe jutott, s művét ott fejezte be. A selmeczbányai városi jegyzőkönyvek tanúsága szerint: „1706. augusztus 25-én említtetik, hogy Czvittinger Tübingenban adósságot hagyott hátra, hol Ostrolucky Pál 350 frtot kölcsönzött neki, özv. Czvittingerné a tartozás lefizetésére felszólíttatik”.
Az altdorfi egyetem 1713. április 21-éről tudatja a várossal Czvittinger szökését az adósok börtönéből (Eruption ex carcere academico), a feljegyzés így szól: „Die Universität berichtet, dass Czvittinger aus dem honesten Arest die Flucht genommen, seine Sachen vorher wegpracticirt und nichts hinterlassen, welche die Universität hoch ahnden könnte, wird aber vom rigore ablassen, wenn man die poenam infamiae mit 60 rth., die man vor allem hinausschicken möchte, redimiren und auch sonsten andere Schulden bezahlen wolle.”
A városi tanács már előbb értesült Czvittinger szökéséről, mert március 19-i keltezéssel ez áll a jegyzőkönyvben: „David Czvittinger sei auf der Herein-Reise begriffen”. Azon év október 17-én az altdorfi egyetem levelet küld a városhoz, hogy Schmidegné magára vállalta testvérének, Czvittingernek a tartozását, de azt – ígérete ellenére – 1713. június 24-éig nem fizette ki. Erre Schmidegné a városi tanács előtt megígérte, hogy a 350 forintot 1714. március 8-áig elküldi. Czvittinger adósságát testvére valószínűleg ki is fizette, mert erről több szó nem esik a feljegyzésekben.
Czvittinger ezután visszatért Selmeczbányára, ahol akkor a hatalom a jezsuiták kezében volt, és így ő mint ágostai evangélikus vallású, nem kaphatott állást. Továbbra is folyton adósságokba keveredett, hitelezőitől háborgatva élt házában haláláig. Halálával a Cvittinger család kihalt.

## Munkája és annak utóélete

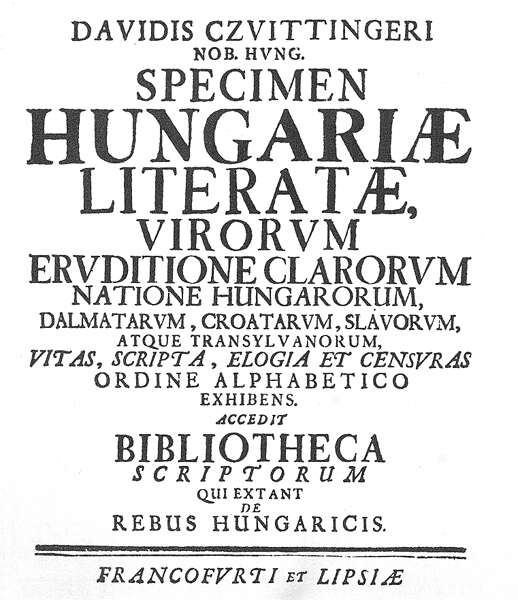
A Hungariae Literatae címlapja

Davidis Czvittingeri nob. Hung. Specimen Hungariae Literatae, virorum eruditione clarorum natione Hungarorum, Dalmatarum, Croatarum, Slavorum, atque Transylvanorum, vitas, scripta, elogia et censuras ordine alphabetico exhibens. Accedit Bibliotheca scriptorum qui extant de rebus Hungaricis. Francofurti et Lipsiae typis et sumptibus Joh. Guil. Kohlesii, Univ. Altdorf. Typogr. 1711. 4-rét 14 és 418 lap Bibliotheca 84. l. E munkában, melyet a szerző Hont vármegye rendeinek ajánlott, s amely az első magyar bibliográfia, hozzá intézett üdvözlő verseket írtak Baier János Jakab, az altdorfi egyetem rectora, Sonntag Kristóf, Zeltner Gusztáv György, Baier János Vilmos, Hildebrand Henrik, Eucharius Gottlieb Rink, Moller Dániel Vilmos, Schwarcz Keresztély Gottlieb és Spiz Erhard altdorfi egyetemi tanárok.
Czvittinger 250-nél is több írót sorolt fel munkájában, melyet maga is tökéletlennek tartott: ezért is nevezte specimennek, vagyis 'kísérlet'-nek. A szócikkek terjedelme nem feltétlenül áll arányban a szerzők jelentőségével, mindenkiről annyit írt, amennyi anyaghoz hozzá tudott jutni (Balassi Bálint például fél lapot kapott, Apáczai Csere János három sort). Ő maga legnagyobb hibájának az ítélet hiányát tartotta, tudniillik túlságosan dicsérte a felsorolt művek íróit. Egyik kritikusa, Jakob Friedrich Reimmann felrótta neki, hogy a cikkek többségét egyszerűen átmásolta forrásaiból, mindenféle átfogalmazás nélkül; „ami teljes egészében és biztosan Czvittinger saját fogalmazványa, mindössze öt van, és mindegyik Németországban élő magyarországiakról szól”.
A Specimen nem a magyar írók lexikona, hanem a magyarországiaké: Czvittinger olyanokat is belevett – a korabeli hungarus-fogalomnak megfelelően –, akik nem magyar nemzetiségűek, de a Magyar Királyságban születtek, vagy működtek hosszabb ideig. (Bod Péter és Szinnyei József munkái is e tágabb irodalomfogalmat folytatják majd.) Továbbá olyan történelmi személyekről is szót ejtett, akik nem voltak literátorok: a Báthori-család több tagja, Bethlen Gábor, Nádasdy Tamás. A más felekezetűeket sem szorította háttérbe: tíz magyarországi szenttől, három pannóniai származású pápáról és Pázmány Péterről is írt.
Spangár András szemére vetette magyar bibliothékájában (mely kéziratban maradt), hogy 300 magyar íróról megfelejtkezett. Czvittinger ígérte ugyan, hogy munkájának hiányait pótolja, de mint Bod Péter írja, azért nem tette ezt, mert „az irigy és rágalmazó nyelvek meghátrálták jó igyekezetében, s írópennáját elvetette”.
Dobner Sebestyén Ferdinánd pótlékot írt Czvittingerhez, ez azonban nem jelent meg.
Serpilius Sámuel Vilmos hasonló pótlékokat írt, melyeket a pozsonyi ágostai evangélikus líceumi könyvtár kéziratai közt őriznek, ugyanott van Marth Mátyás pozsonyi evangélikus lelkész emlékkönyve, melybe Czvittinger emléksorokat írt altdorfi tanuló korában 1701-ben.
Horányi Elek és Wallaszky Pál használták ugyan munkáját, de élete leírásáról megfeledkeztek. Végül Fabó András írt Adalékokat Czvittingerhez, melyeket a Magyar Tudományos Értekező közölt először, de a folyóirat megszűnte miatt csak az első két betű került sajtó alá, az egészet végül Abafi tette közzé a Figyelőben.